# Vestre Kirkegård (København)
 For alternative betydninger, se Vestre Kirkegård. (Se også artikler, som begynder med Vestre Kirkegård)
Vestre Kirkegård er en kirkegård beliggende i Københavns Sydhavn på Vesterbro. Kirkegården blev indviet 2. november 1870, anlagt og bebygget af blandt andre Hans J. Holm og Edvard Glæsel, og er på 537.000m² og dermed Skandinaviens største kirkegård.
Industriens, filosofiens, kunstens og politikkens markante skikkelser er rigt repræsenteret på denne næsten 100 tønder land store kirkegård. Noget ganske særligt er de danske statsministres panteon rundt om søen.
19 britiske forhenværende krigsfanger døde i København i årsskiftet 1918-1919 på vej hjem fra tyske krigsfangelejre. Iblandt var en canadier, en inder og en australier fra Tasmanien. Alle døde af den spanske syge undtagen inderen som fik et hjertetilfælde. Soldaterne fik en militær begravelse, og ”Commonwealth War Grave” gravsten. Et flot mindesmærke blev på Vestre Kirkegård sat til deres ære af danske venner, og blev afsløret af H.N. Andersen i 1920. Her findes desuden begravet 5 britiske sømænd, som døde i tiden efter krigen og som ligeledes blev hædret med ”krigs-gravsten”.
Desuden findes her en massegrav, hvor mange tusinde tyskere, der døde som flygtninge i Danmark i tiden før og efter befrielsen i 1945, ligger begravet. 4.643 af de 10.250 soldater fra Det Tredje Rige, der er begravet i Danmark, ligger på Vestre Kirkegård. Tallet 4.643 er oplyst af Volksbund Deutsche Kriegsgräberfürsorge og indbefatter mange danske, der tjente tyskerne i f.eks. SD, blandt andet de danske tyskerhåndlangere omkommet ved bombardementet af Shellhuset og nogle likviderede stikkere. Desuden flere tyskere, der tjente i SD og Gestapo og lignende terrororganisationer. Mange af soldaterne blev begravet efter at de hårdt sårede eller døende var kommet til Danmark fra Østfronten.
Volksbund Deutsche Kriegsgräberfürsorge bruger hvert år flere hundrede millioner kroner på at lokalisere, identificere, begrave og mindes de hundredtusindvis af tyske soldater, der faldt og efterlod deres jordiske rester på slagmarker rundt omkring i Europa.
På Vestre Kirkegård findes der to kapelsale i Nordre Kapel – store og lille sal – flot beliggende lige ved søen. Desuden findes en række specialafdelinger i brug, som er tiltænkt særlige befolkningsgrupper: Frelsens Hærs grave, Færøsk Afdeling, grønlandsk afdeling og de muslimske afdelinger. Desuden er der de særlige æresgrave ved søen, som kun kan erhverves efter ansøgning. Endelig ligger ved Vestre Kirkegård også Vestre Katolske Kirkegård og Mosaisk Vestre Begravelsesplads, der er en jødisk kirkegård.
| - Hovedindgangen fra Vestre Kirkegårds Allé - Set indefra - Set fra Vestre Kirkegårds Allé - Gavl ("fronton") |

| - Kapeller: Nordre, Søndre, Østre - Nordre kapel - Søndre kapel, 2007 - Søndre kapel, 2007 - Gavl på Østre kapel, 2022 |

| - Gravsten og monumenter - Hjalmar Söderberg - Jens Otto Krag - Hans Hedtoft - Thorvald Stauning - Thad Jones - Ingrid Jørgensen - Carl Nielsen - Monument for Aller-familien - Familien Wederkinchs gravsted. Holger Wederkinch nr. to fra venstre |

## Kendte personer begravet på Vestre Kirkegård

### A
- Charles Abrahams
- Ellen Aggerholm
- Carl Aller
- Laura Aller
- Charles Ambt
- Einar Ambt
- Kristen Amby
- A.O. Andersen
- H.N. Andersen
- Søren Andersen
- Johan Ankerstjerne
- Christian Arhoff

### B
- Herman Bang
- Helge Bangsted (fællesgrav)
- Johan Bartholdy
- Sophus Bauditz
- Hans Beck
- Grete Bendix (fællesgrav)
- Victoria Benedictsson (under pseudonymet Ernst Ahlgren)
- Sigurd Berg
- Axel Berg
- Richard Bergmann (nedlagt)
- Hjalmar Bergstrøm
- Paul Bergsøe
- Vilhelm Bergsøe
- William Bewer (nedlagt)
- Svend Bille (nedlagt)
- Willy Bille (nedlagt)
- Edvard Blaumüller
- Anna Bloch
- William Bloch
- Beatrice Bonnesen
- Frederik Borgbjerg
- Ole Boye
- Alfred Bramsen
- Henry Bramsen
- Ludvig Brandstrup
- H.O. Brasen
- J.J. Bregnø
- Arthur Brener
- Carl Brisson
- Rudolf Bruhn
- Carl Bruun
- Henry Bruun
- Tine Bryld
- Cosmus Bræstrup
- Lasse Budtz (fællesgrav)
- Vilhelm Buhl
- O.H. Bærentzen
- Emil Bønnelycke
- J.O. Bøving-Petersen
- Alfrida Baadsgaard

### C
- Ole Chievitz
- Christian Christiansen
- Poul S. Christiansen
- Rasmus Christiansen
- Erik Clausen
- H.V. Clausen
- Ludvig Clausen
- G.F. Clement

### D
- Hans Dragehjelm
- B.T. Dahl
- Kristian Dahl
- Verner Dahlerup
- Vilhelm Dahlerup
- Nancy Dalberg
- Betina Dalgas
- Christian Deichmann
- Paul Diderichsen
- Erling Dinesen
- Tove Ditlevsen[2]
- Heinrich Dohm
- Kaj Dorph-Petersen
- Ellen Duurloo (nedlagt)

### E
- Christian Eckardt
- Axel Ekberg
- Knud V. Engelhardt
- Edvard Eriksen
- Ib Eskildsen

### F
- Sophus Falck
- Ludvig Fenger
- Johan Andreas Neergaard Fibiger
- Niels Ryberg Finsen
- Hans Christian Fischer
- Vilhelm Fischer
- N.P. Fisker
- Emanuel Christie Fleischer
- Anders Fonnesbech
- Alexander Foss
- Aage Foss (nedlagt)
- Achton Friis
- M.P. Friis
- Nilaus Fristrup
- J.W. Frohne
- Severin From (nedlagt)
- Aage Fønss
- Gudrun Fønss
- Olaf Fønss

### G
- Holger Gabrielsen (nedlagt)
- Axel W. Gade
- Knud Gamborg
- Maria Garland (nedlagt)
- Jean Gauguin
- Inger Gautier Schmit
- Georg Georgsen
- Georg Glud
- Karl Goos (nedlagt)
- Jørgen Pedersen Gram
- Ole-Carsten Green
- Carl Grove
- Frederik Lange Grundtvig
- Sven Gyldmark
- Valdemar Gyllich

### H
- Christopher Hage
- Knud Hallest (fællesgrav)
- Asger Hamerik
- Juliane Hammer
- Vilhelm Hammershøi
- Emil Hannover
- Anton Hansen
- C.K. Hansen
- Fritz Hansen
- H.C. Hansen
- Ingeborg Hansen
- J.A. Hansen
- Johan Hansen
- Julie Vinter Hansen
- P.C.V. Hansen
- Wilhelm Hansen
- Mads R. Hartling
- Rudolf Hartnack
- Christian Hasselbalch
- Louis Hasselriis
- Jørgen Christian Hauberg
- Peter Christian Hauberg
- Sophus Christopher Hauberg
- Hans Hedtoft
- Inge Hegeler
- Axel Heide
- Caja Heimann
- August Heimburger
- Wilhelm Hellesen
- Viggo Helsted
- Regner Helweg
- Gunnar Helweg-Larsen
- Bent Helweg-Møller
- H.C. Henneberg
- Erik Henningsen
- Frants Henningsen
- Thorkild Henningsen
- Roger Henrichsen
- Sven Henriksen
- Fini Henriques
- Carl Herforth
- Johan Daniel Herholdt
- H.P. Hjerl Hansen
- Børge Hjerl-Hansen
- Keld Hjortø
- Knud Hjortø
- Hans J. Holm
- Harald Holm
- Harald Holst (fællesgrav)
- Carl Holten
- Grete Hækkerup
- Per Hækkerup
- Harald Høffding
- Sofus Høgsbro

### I
- Max Ibenfeldt (nedlagt)
- Bernhard Ingemann
- A.J. Iversen

### J
- Holger Jacobsen
- Robert Jacobsen
- Vagn Jacobsen
- Jakob Jakobsen
- Albert Jensen
- Arthur Jensen
- Gabriel Jensen
- Jens Jensen
- Herluf Jensenius
- August Jerndorff
- Povl Jerndorff
- Knud Jespersen
- Samuel Joensen-Mikines
- Eyvind Johan-Svendsen
- Iljitsch Johannsen
- Wilhelm Johannsen
- Viggo Johansen
- J.W.S. Johnsson
- Thad Jones
- Henrik de Jonquières
- Eiríkur Jónsson
- Axel Juel
- Alf Jørgensen
- Anker Jørgensen
- Emil Jørgensen
- Ingrid Jørgensen

### K
- Viggo Kalhauge (nedlagt)
- Hack Kampmann
- Viggo Kampmann
- Johannes Kjærbøl
- Alfred Kjærulf (nedlagt)
- Ludvig Knudsen
- Sylvius Knutzen
- Hans Koch
- Johan Peter Koch
- Nynne Koch
- Valdemar Koch
- Jens Christian Kofoed
- Grethe Kolbe
- Herman D. Koppel
- Jens Otto Krag
- Olivo Krause
- Mario Krohn
- Pietro Krohn
- Johan Adam Krygell
- Andrea Krætzmer

### L
- Ingrid Langballe
- Thor Lange
- P.E. Lange-Müller
- Hermod Lannung
- J.K. Lauridsen
- Torkil Lauritzen (fællesgrav)
- Christian Lerche
- Eiler Lehn Schiøler
- Theodor Leth
- C.F. Liisberg
- Johannes Lindhard
- Søren Lund (nedlagt)
- M.C. Lyngsie

### M
- Preben Mahrt (fællesgrav)
- Louis le Maire (officer)
- Louis le Maire (jurist)
- Martin le Maire
- Henrik Malberg
- Otto Malling
- Axel Malmstrøm
- Jacob Marstrand
- Julie Marstrand
- Margrethe Marstrand
- Paul Marstrand
- Niels Matthiasen
- Carl Viggo Meincke (fællesgrav)
- A.C. Meyer
- Johannes Meyer
- V.H. Meyer
- Sophus Michaëlis
- Joseph Michaelsen
- Vilhelm Milthers
- Otto Moltke
- Emanuel Monberg
- Victor Montell (nedlagt)
- Anna Elisabeth Munch
- Elna Munch
- P. Munch
- Jon Munch-Petersen
- Valfrid Palmgren Munch-Petersen
- Sigvard Munk
- Herman Rudolf Müller
- Paul Læssøe Müller
- Sigurd Müller
- Balthasar Münter
- Georg E.W. Møller
- Knud Møller
- Otto Mønsted

### N
- Peter Nansen
- Klaus Neiiendam
- Robert Neiiendam
- Sigrid Neiiendam
- Dick Nelson
- Franz Neruda
- Anne Marie Carl Nielsen
- Asta Nielsen (fællesgrav)
- Carl Nielsen
- Johannes Nielsen
- Kai Nielsen
- Martinius Nielsen
- Oda Nielsen
- O.K. Nobel
- Axel Nygaard
- Georg Nygaard
- Ib Nørlund
- Poul Nørlund

### O
- Wilhelm Obermann
- C.A. Olesen
- Ludvig Frederik Olesen
- Thøger Olesen
- Christian Olrik
- Dagmar Olrik
- Hans Olrik
- Henrik Olrik
- Sigurd Olrik
- Edith Olsen
- Frejlif Olsen
- Magnus Bech-Olsen
- Carl Hansen Ostenfeld
- Carl Ottosen (fællesgrav)
- Johan Ottosen

### P
- Ole Palsbo (nedlagt)
- Georg Pauli
- P.J. Pedersen
- P.O. Pedersen
- Egmont H. Petersen
- Eigil Petersen
- Julius Petersen (nedlagt)
- Magnus Petersen
- Nis Petersen
- Vilhelm Petersen
- Louis Pio (1921 blev urne nedsat og obelisk rejst af Socialdemokratiet)
- Carl Ploug
- Karen Poulsen
- Svenn Poulsen
- Anton Pullich

### R
- Axel Ramm
- Julie Ramsing
- H.U. Ramsing
- Emil Rasmussen
- Knud Rasmussen
- C.F. Ricard
- Frederik Ricard
- Olfert Ricard
- Elof Risebye
- K.C. Rockstroh
- Carl Rohl-Smith
- Axel Rolfshammer
- Helmer Rosting
- Tyge J. Rothe
- Paul Rung-Keller
- Gerhard Rønne
- Thomas Skat Rørdam
- Valdemar Raabye

### S
- A.W. Sandberg (nedlagt)
- August Sandgren
- Christian Sarauw
- Sophus Schandorph
- Eiler Lehn Schiøler
- Johannes Schmidt
- Agnes Schmitto
- Peter Schram
- Viggo Schulstad (nedlagt)
- Hans Schultz
- Sven Schultz
- Ernst Schumann
- Oscar Schumann
- Knud Schøller
- Svend Sinding
- Philip Smidth
- E.J. Sommerfeldt
- Ove Sopp
- Hakon Stangerup
- Thorvald Stauning
- Ellen Margrethe Stein (fællesgrav)
- K.K. Steincke
- Herman Stilling
- Alexander Stoffregen (fællesgrav)
- H.B. Storck (nedlagt)
- Erick Struckmann
- Eva Stæhr-Nielsen
- Olaf Stæhr-Nielsen
- Margrethe Svenn Poulsen
- Betty Söderberg
- Hjalmar Söderberg
- Edvard Søderberg
- Josef Søndergaard
- Henrik Sørensen

### T
- Karen Taft
- Anne Marie Telmányi
- Michael Therkildsen
- Axel Thiess (nedlagt)
- Ed Thigpen
- Sigurd Thomsen
- Søren Bloch Thrige
- Erik Thygesen
- Georg Thylstrup
- Valdemar Tofte
- Harry og Engelke Friis Treschow
- Laurits Tuxen
- Gotfred Tvede

### U
- Axel Ulmer
- Henry Ussing (præst)
- Johan Louis Ussing
- N.V. Ussing
- Einar Utzon-Frank

### V
- Herman Valentiner
- Frederik Vermehren
- Erika Voigt
- J.J. Voigt

### W
- Alfred Wassard
- Erna Wederkinch
- Holger Wederkinch
- Jørgen Weel
- Liva Weel
- Bent Weidich
- Edvard Weie
- Harald Weitemeyer
- Emil Wennerwald
- Henrik Wiehe (fællesgrav)
- Agnes Thorberg Wieth
- Carlo Wieth
- Mogens Wieth
- Agis Winding
- Hedevig Winther
- Carl With-Seidelin
- Georg Wittrock
- Clara Wæver

### Z
- Natalie Zahle
- Kristian Zahrtmann
- Emil Christian Zangenberg

### Å
- Jørgen Aabye